# Sonthofen (stacja kolejowa)
Sonthofen – stacja kolejowa w Sonthofen, w kraju związkowym Bawaria, w Niemczech. Znajdują się tu 2 perony.